# Azar Nafisi

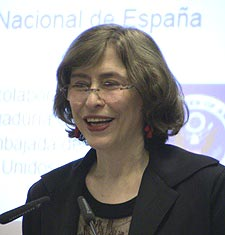
Azar Nafisi în 2010

Azar Nafisi (Persana: آذر نفیسی) (n. Decembrie 1955) este o scriitoare și femeie de cultură iraniană aflată în exil în S.U.A..
Cea mai cunoscută carte a lui Azar Nafisi este Citind Lolita în Teheran, scriere cu care a câștigat atenția publicului și care a fost tradusă în 32 de limbi străine.

## Biografie
Azar Nafisi este fiica lui Ahmad Nafisi, fost primar al Teheranului, și a lui Nezhat Nafisi, una dintre primele femei care au fost alese în parlamentul iranian. Azar Nafisi este căsătorită cu Bijan Naderi cu care are doi copii, Negar si Dara.
Născută în Iran, Nafisi a fost trimisă să-și urmeze studiile în Lancaster, Anglia la vârsta de 13 ani. S-a mutat în S.U.A. în ultimul an de studii liceale. Dupa studii universitare a obținut titlul de doctor în filosofie în domeniul literaturii
engleze și americane la Universitatea din Oklahoma. Nafisi s-a întors în Iran în anul 1979 unde a fost profesoară de literatură engleză la Universitatea din Teheran. În 1997 s-a reîntors în S.U.A, unde își câștigase respectul și recunoaștere internațională pentru apărarea intelectualilor iranieni, a tineretului și, în special, a tinerelor femei confuntate cu măsurile de reprimare de sub regimul ayatollahilor. A fost concediată în 1981 de către Universitatea din Teheran din cauza faptului că a refuzat să poarte vălul islamic obligatoriu. Nu i s-a mai dat posibilitatea să predea până în 1987.
Fiind martoră a revoluției islamice iraniene și a uluitoarei puteri a lui Ruhollah Khomeini și a adepților săi, Nafisi a devenit îngrijorată de noile reguli restrictive impuse femeilor de către noii lideri ai țării sale in toate domeniile vieții. 
În 1995, dându-și seama că nu mai poate preda literatura engleză cum se cuvine, fără a atrage represaliile autorităților, Nafisi a renunțat la activitatea didactica publică, dar în schimb, ea a invitat șapte dintre cele mai bune eleve ale sale să ia parte, în secret, la întâlniri regulate la ea acasă. Ele au studiat împreună opere literare considerate controversate sau „periculoase” de catre cercurile conducătoare fundamentaliste iraniene. De pildă romane devenite clasice ca Lolita, Doamna Bovary, Marele Gatsby, cât și cele scrise de Henry James și Jane Austen. Ele au încercat să înțeleagă și să interpreteze aceste cărți dintr-o perspectivă iraniană modernă.
Nafisi a părăsit Iranul la 24 iunie 1997 și s-a mutat în S.U.A. unde a scris Citind Lolita in Teheran, carte în care ea împărtășește experiența sa ca femeie care a trăit și activat sub regimul religios al Republicii Islamice. În carte, ea declară "Am părăsit Iranul, dar Iranul nu m-a părăsit pe mine".